# 藤本植物

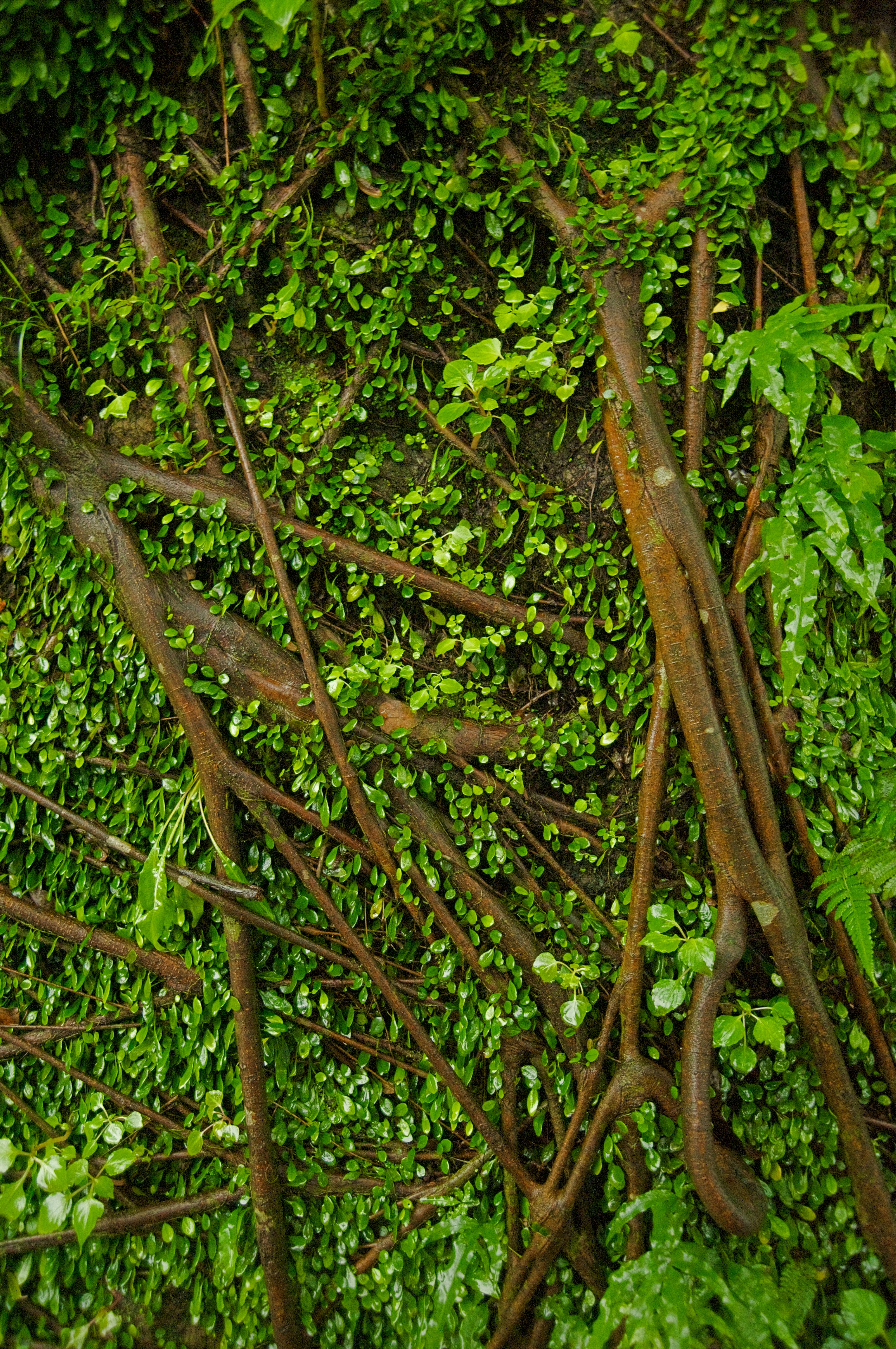
長在石牆上

藤本植物（英語：vines），亦作攀緣植物（英語：climbers）、蔓藤植物、爬藤植物，是泛称茎幹较细长、不能支持自身重量而直立生长，只能借助支持物（如树、墙等）攀缘向上生长，或匍匐于地面生长的一类植物；其攀缘或匍匐的方式，是利用非特化构造（如：不定根、主茎、侧枝、叶、叶柄）或特化构造（如：卷须、钩刺、吸盘）将自身依附于外界环境，向上或平展以获取阳光。绝大部分藤本植物都是有花植物。

## 分类方式
藤本植物此名詞，不是一分類群，而是植物生長習性的描述，如同喬木、灌木，是形態學用語。
若依照其茎的结构是否有次生木质部，可分为 木质藤本 或称 木本藤（woody vines, lianas），例如葡萄）；与 草质藤本 或称 草本藤 （herbaceous vines），例如牵牛 两大类。
若根据其攀附的方式，则各学者分类方式与名称略不同，大致可分为：
- 缠绕藤：由主茎缠绕他物而向上延伸；又分右旋（如牵牛）、左旋（如忍冬）。（旋向採 Beentje, H. J.（2010）定义）[5]
- 卷须藤：如葡萄
- 吸附藤：如常春藤
- 蔓生藤：如蔷薇
- 匍匐藤：如馬鞍藤

还有一种特殊的攀缘蕨类植物，并不依靠茎攀爬，而是依靠不断生长的叶子，逐渐覆盖攀爬到依附物上。
若由本身利用的构造来分类，则分为：主茎缠绕、侧枝缠绕、卷须缠绕、叶缠绕、吸盘吸附、不定根吸附、钩刺依附、蔓性依附 等。

## 语源及地区用词
藤在英语中为 vine，来源于希腊语 oinos，意思是“葡萄酒”，原来专指葡萄藤，后来引申为藤本植物。英国英语一般用 climber（攀爬者）指称攀緣植物，以區別葡萄藤。

## 环境适应
藤本植物也有的随环境而变：例如漆树科和茄科的一些品种如果有支撑物，它会成为木质藤本，但如果没有支撑物，它会长成灌木；有些藤本植物若无支撑物，也可在地面上迅速蔓延，占据较大的地区。藤本植物可以节省用于生长支撑组织的能量，而更有效地吸收阳光。例如葛和金银花已经成为北美的外来入侵物种，成功地迅速繁殖；也有一些生活在热带的藤本植物是耐阴的，在雨林中可以借助大树遮荫。